# Monnet-la-Ville
Monnet-la-Ville település Franciaországban, Jura megyében. Lakosainak száma 332 fő (2022. január 1.). Monnet-la-Ville Champagnole, Montigny-sur-l’Ain, Mont-sur-Monnet, Ney és Pont-du-Navoy községekkel határos.

## Népesség
A település népességének változása:
| Lakosok száma | 123  | 303  | 305  | 367  | 358  | 351  | 343  | 335  | 333  | 332  |
|               | 1968 | 1982 | 1990 | 2006 | 2013 | 2015 | 2017 | 2019 | 2020 | 2022 |